# Shovelware
Shovelware is denigrerend computerjargon dat verwijst naar software die meer gemaakt is voor kwantiteit dan kwaliteit of bruikbaarheid. De term verwijst ook naar software die is overgeplaatst van het ene naar het andere medium, dat meestal resulteert in een verslechtering van het origineel. In sommige gevallen valt ook voorgeïnstalleerde software onder shovelware, doordat het vaker dient als opvulling dan dat het daadwerkelijk bruikbaar is.
De metafoor impliceert dat de producenten software op een stapel gooien en deze met een shovel bijeenrapen voor een kwantitatief eindresultaat. De term verscheen voor het eerst midden jaren 1990, toen grote hoeveelheden publicdomain, opensource en shareware computerprogramma's werden gekopieerd op cd-rom.

## Overzetten van software
Shovelware is meestal het resultaat van overzetten of porteren (in het Engels porten), dat bijvoorbeeld veel gebeurde met de conversie van floppy's naar cd-rom's. Producenten gingen de resterende vrije ruimte op een cd-rom opvullen met demo's en kwalitatief mindere inhoud. Het gebeurt ook met het overzetten van websites naar mobiele versies en het overzetten van computerspellen voor de consoles naar de PC, dat resulteert in een kwalitatief minder goed product, waarbij de mogelijkheden van het nieuwe medium niet ten volle worden benut.

## Bundelen van software
Naast overzetten is ook het bundelen van software in sommige gevallen shovelware. Dit werd vroeger gedaan met verschillende software van een floppy naar cd-rom en ook met diverse videospellen (Action 52 op de NES bevatte maar liefst 52 spellen, maar het merendeel was onspeelbaar of een variatie op een ander spel).

## Computerspellen
In de wereld van computerspellen zijn goede voorbeelden te vinden van shovelware, gekenmerkt door een laag budget en ondermaatse kwaliteit, zoals voor de Nintendo Wii en de PlayStation 2, en de Nintendo eShop op de Nintendo Switch. Doordat deze spelcomputers immens populair bleken, moest er snel en goedkoop veel software beschikbaar komen om de interesse van spelers te behouden. Toen de PlayStation Portable op de markt kwam, wilde Sony dat spellen voor het nieuwe platform ten minste 30 procent nieuwe mogelijkheden bevatte, en niet alleen uit overgezette PlayStation 1- en 2-spellen bestond.
Vanaf de jaren 2010 is shovelware te vinden bij spellen voor smartphones, waarbij veel uitgevers kiezen voor een eenvoudig te porteren spel naar een mobiel platform. Problemen die men ondervindt zijn lage kwaliteit graphics en slechte gameplay op een aanraakscherm.